# Lucy Hale
Lucy Hale   (Memphis, 14 de juny de 1989) és una actriu i cantant estatunidenca.
Hale va aparèixer en el xou de tele-realitat American Juniors en 2003. Formà part del quintet vocal format amb els 5 primers finalistes.
Ha estat convidada a sèries com ara Drake & Josh, Manual de supervivència escolar de Ned, The OC, i How I Met Your Mother, com Katie, la germana de Robin Scherbatsky. En Sisterhood of the Traveling Pants 2 va aparèixer com Effie, la germana menuda de Lena.
Va aparèixer en dos episodis de la sèrie de Disney Channel, Wizards of Waverly Place com Miranda Hampson, la xicota de Justin Russo. Hale també va aparèixer en la sèrie-remake de curta vida per a la NBC de la Bionic Woman com Becca Sommers, la germana menor de Jaime Sommers.
Participà en The CW nou programa de televisió Privileged i representa una de les germanes Baker, co-protagonitzada amb Ashley Newbrough i Joanna García.
A més a més de tots aquests papers, la vam poder veure el 2010 a Prety Little Liars actuant com a Aria Montgomery.

## Vida i carrera

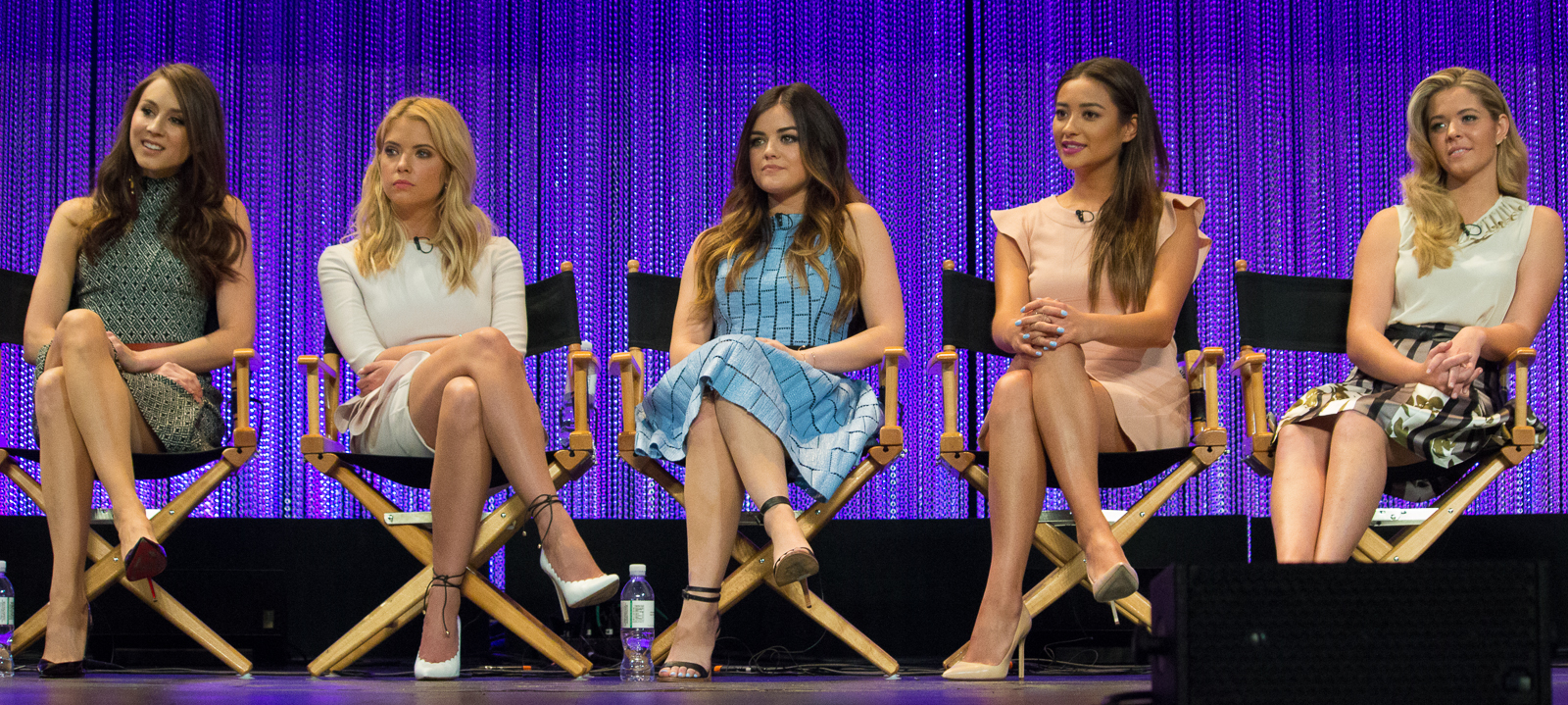
Elenc de Pretty Little Liars al Paleyfest 2014

Hale va créixer amb una germana gran i un germanastre. Va rebre lliçons de cant quan era petita, i del 2003 al 2005 va ser membre del grup musical American Juniors, que va publicar diversos àlbums. Al començament de la seva carrera se la deia sovint Lucy Kate Hale. Va fer el seu debut com a actriu en un episodi de la sèrie de televisió Ned's Ultimate School Madness del 2005. Després d'algunes aparicions més com a convidada a sèries de televisió, va tenir un paper més important a la sèrie d'acció de ciència-ficció Bionic Woman del 2007. A la comèdia One for 4 - On the Road in Matter of Love (2008), va aparèixer al costat d'Alexis Bledel (la germana petita de la qual va retratar), America Ferrera, Blake Lively i Amber Tamblyn. Del 2008 al 2009, Hale va protagonitzar la sèrie Privileged, que va ser cancel·lada després de la primera temporada. També va tenir algunes aparicions com a convidada a The Wizards of Waverly Place, interpretant la xicota de Justin Russo (David Henrie). Del 2010 al 2017, Hale va interpretar el paper d'Aria Montgomery a la sèrie Pretty Little Liars.
El 2012, Hale va revelar que anteriorment havia patit un trastorn alimentari.
La música d'Hale va estar influenciada, entre d'altres, per Shania Twain, Faith Hill i, sobretot, Baby One More Time de Britney Spears. Va cantar el tema principal de la pel·lícula Cinderella Story: Once Upon a Song i va gravar tres cançons addicionals per a la banda sonora.
El 2012, Hale va signar un contracte discogràfic amb Hollywood Records. El 2014 va llançar el seu senzill debut You Sound Good to Me i el seu primer àlbum Road Between, que va aconseguir el número 4 a les llistes de països dels Estats Units i el número 14 a les llistes de Billboard dels Estats Units.

## Filmografia (selecció)
- 2003: American Juniors (espectacle de càsting, 17 episodis)
- 2005: Ned's Ultimate School Madness (Guia de supervivència escolar desclassificat de Ned, sèrie de televisió, episodi 2x07)
- 2006: Secrets of a Small Town (sèrie de televisió, episodi 1x01)
- 2006: Drake & Josh (sèrie de televisió, episodi 3x14)
- 2006: O.C., Califòrnia (The O.C., sèrie de televisió, episodi 3x24)
- 2006: Bionic Woman (sèrie de televisió, 8 episodis)
- 2007: American Family (pel·lícula de televisió)
- 2007–2008: The Wizards of Waverly Place (Wizards of Waverly Place, sèrie de televisió, 2 episodis)

| - 2007, 2014: How I Met Your Mother (sèrie de televisió, 2 episodis) - 2008: One for 4 – On the Road in Love (La Germandat dels Pantalons Viatjants 2) - 2008: The Apostles (pel·lícula de televisió) - 2008–2009: Privileged (sèrie de televisió, 18 episodis) - 2009: Fear Island – Murderous Innocence (Fear Island, pel·lícula de televisió) - 2009: Ruby & The Rockits (sèrie de televisió, episodi 1x10) - 2009: Sorority Wars (pel·lícula de televisió) - 2009: Private Practice (sèrie de televisió, episodi 3x04) - 2010: CSI: Miami (sèrie de televisió, episodi 8x12) - 2010–2017: Pretty Little Liars (sèrie de televisió, 160 episodis) - 2011: Scream 4 - 2011: Cinderella Story - Once Upon a Song (A Cinderella Story: Once Upon a Song) - 2012: Punk'd (sèrie de televisió, episodi 9x05) - 2012: Secret of the Wings, (El secret de les ales de fades, veu) - 2013: Hey Tucker! (Sèrie de televisió, 2 episodis) - 2014: Baby Daddy (sèrie de televisió, episodi 3x04) - 2014: Tinker Bell and the Pirate Fairy (The Pirate Fairy, veu) - 2018: The unicorn | - 2018: Truth or Dare (2018) (Veritat o atreviment) - 2018: Life Sentence (sèrie de televisió, 13 episodis) - 2018: Dude - 2019: Trouble (veu) - 2020-2021: Riverdale (sèrie de televisió, episodi 4x12, 5x04) - 2020: Katy Keene (sèrie de televisió, 13 episodis) - 2020: Fantasy Island - 2020: Day by Day (podcast, episodi 1x22) - 2020: Son of the South (2020) - 2020: A Nice Girl Like You ("Una noia agradable com tu") - 2021: The Hating Game (El joc de l'odi) - 2021: Ragdoll (sèrie de televisió, 6 episodis) - 2022: Borrego - 2022: Big Gold Brick - 2022: The Storied Life of A.J. Fikry - 2023: Inside Man - 2023: Puppy Love |

## Premis
| Any  | Premi                 | Categoria                                              | Rol/Referència                                               |
| ---- | --------------------- | ------------------------------------------------------ | ------------------------------------------------------------ |
| 2010 | Teen Choice Award     | Estrella de televisió d'estiu preferida: dona          | pel paper de Aria Montgomery en la Serie Pretty Little Liars |
| 2011 | Teen Choice Award     | Estrella de televisió d'estiu preferida: dona          | pel paper de Aria Montgomery en la Serie Pretty Little Liars |
| 2011 | Young Hollywood Award | Cast per veure                                         | pel paper de Aria Montgomery en la Serie Pretty Little Liars |
| 2012 | Teen Choice Award     | Actriu de televisió preferida - Drama/Aventura d'acció | pel paper de Aria Montgomery en la Serie Pretty Little Liars |
| 2013 | Teen Choice Award     | Estrella de televisió d'estiu preferida: dona          | pel paper de Aria Montgomery en la Serie Pretty Little Liars |
| 2013 | Young Hollywood Award | Crossover de l'any                                     | pel paper de Aria Montgomery en la Serie Pretty Little Liars |
| 2014 | Teen Choice Award     | Actriu de televisió preferida - Drama/Aventura d'acció | pel paper de Aria Montgomery en la Serie Pretty Little Liars |
| 2014 | People’s Choice Award | Actriu de televisió per cable preferida                | pel paper de Aria Montgomery en la Serie Pretty Little Liars |
| 2015 | Teen Choice Award     | Actriu de televisió preferida - Drama/Aventura d'acció | pel paper de Aria Montgomery en la Serie Pretty Little Liars |
| 2017 | Teen Choice Award     | Actriu de televisió preferida - Drama/Aventura d'acció | pel paper de Aria Montgomery en la Serie Pretty Little Liars |
| 2021 | Goldene Himbeere      | Nominat pel pitjor actriu secundària                   | Fantasy Island                                               |

## Discografia (selecció)
Àlbums
| Curs | títol        |
| ---- | ------------ |
| 2014 | Road Between |

Singlers
| Curs | títol                | àlbum        |
| ---- | -------------------- | ------------ |
| 2014 | You Sound Good to Me | Road Between |
| 2014 | Lie a Little Better  | Road Between |

Soundtracks
| Any  | Cançó                      | Àlbum                                |
| ---- | -------------------------- | ------------------------------------ |
| 2003 | I’m Gonna Make You Love Me | Kids in America                      |
| 2011 | Run this Town              | A Cinderella Story: Once Upon a Song |
| 2011 | Make You Believe           | A Cinderella Story: Once Upon a Song |
| 2011 | Bless Myself               | A Cinderella Story: Once Upon a Song |
| 2011 | Extra Ordinary             | A Cinderella Story: Once Upon a Song |

### American Juniors
- 2004: American Juniors

Soundtracks
| Any  | Cançó           | Àlbum           |
| ---- | --------------- | --------------- |
| 2003 | One Step Closer | Kids in America |
| 2003 | Kids in America | Kids in America |